# Насельский, Павел Давидович
Павел Давидович Насельский (род. в 1953 году) — учёный-астрофизик, профессор, доктор физико-математических наук, профессор Института им. Нильса Бора в Копенгагене.

## Биография
Павел Давидович Насельский родился в 1953 году.
Павел Насельский стал выпускником физического факультета Ростовского университета в 1975 году (по другим данным — в 1976 году). Он ученик члена-корреспондента РАН Юрия Андреевича Жданова.
В 1976 году начал работу в РГУ. В 1978 году он защитил кандидатскую диссертацию на тему «Некоторые космологические следствия существования первичных черных дыр малой массы» . В 1989 году в ГАИШ МГУ защитил докторскую диссертацию «Реликтовое электромагнитное излучение и ионизационная история Вселенной».
Профессор Института им. Нильса Бора в Копенгагене.
В 1992 году, при участии Ю. А. Жданова создал кафедру физики космоса РГУ, которой и руководил до 2000 года. В этот же период сотрудничал с РГУПС и участвовал в разработке новых методов безопасности движения железнодорожных составов, имеет множество патентов в данной области.
В 2000 году переехал в Данию. Павел Насельский занимался проблемами современной космологии и астрофизики. Он сотрудничал с членом-корреспондентом РАН Игорем Новиковым, который и был его оппонентом на защите докторской в МГУ.

## Награды
В 2003 году стал Королевским профессором Дании в Институте Нильса Бора.
Возглавлял ученых и лабораторию Института Нильса Бора в космическом эксперименте PLANCK.
2015 — удостоен диплома «За лучшую работу по физике в Европе».
2018 — Премия Грубера за PLANCK (в составе группы ученых).
2018 — Диплом директора Европейского космического агентства «За выдающийся вклад в эксперимент PLANCK»

## Научные труды
Автор 360 научных работ. Самый цитируемый ученый Ростовской области. В научной деятельности Павла Давидовича Насельского выделяется основное направление — космология.
Автор монографии «Реликтовое излучение Вселенной», опубликованной в 2003 году издательством «Наука». В 2007 году опубликовал монографию The Physics of the Cosmic Microwave Background (Naselsky P.D., Novikov I.D., novikov D.I.), Cambridge Univ.Press